# Hendrik XIII van Beieren
Hendrik XIII van Beieren (19 november 1235 - Burghausen, 3 februari 1290) was van 1253 tot 1255 hertog van Beieren en daarna van 1255 tot 1290 hertog van Neder-Beieren. Hij behoorde tot het huis Wittelsbach.

## Levensloop
Hendrik XIII was de tweede zoon van hertog Otto II van Beieren en Agnes van de Palts, dochter van paltsgraaf Hendrik V aan de Rijn.
Na de dood van zijn vader in 1253 volgde Hendrik hem samen met zijn oudere broer Lodewijk II op als hertog van Beieren en paltsgraaf aan de Rijn. In 1255 verdeelden de broers hun gezamenlijke regeringsgebied: de eerste van vele verdelingen van het hertogdom Beieren. Hierbij kreeg Hendrik het hertogdom Neder-Beieren, terwijl het hertogdom Opper-Beieren en het paltsgraafschap aan de Rijn naar Lodewijk ging. Hendrik resideerde in Landshut en liet vanaf 1255 he kasteel Burghausen bouwen.
De verdeling van het hertogdom Beieren was echter tegen de wet, wat de bisschoppen in Beieren woedend maakte. Deze bisschoppen sloten in 1257 een alliantie met koning Ottokar II van Bohemen. In augustus 1257 viel Ottokar II met een leger het hertogdom Beieren binnen, maar Hendrik en Lodewijk slaagden erin om de aanval af te weren. Er wordt gezegd dat dit de enige gecoördineerde en harmonieuze actie van beide broers was. Later kwam Hendrik ook meerdere malen in conflict met het aartsbisdom Salzburg en met de bisschop van Passau. Tijdens het conflict tussen Rooms-Duits koning Rudolf I van Habsburg veranderde Hendrik dan weer herhaaldelijk van zijde. 
Tijdens de regering van Hendrik XIII werd de Beierse Vredesordinantie geldig in zijn regeringsgebied. Deze ordinantie hield in dat "iedereen die 's nachts zonder lantaarn op straat loopt de vrede geweld aandoet en zich dus verdacht maakt aan misdaden." Voor de stad Landshut gingen deze ordinanties verder: iedereen die overdag en 's nachts met een zwaard of dolk rondliep kon zware straffen riskeren. 
In 1290 overleed Hendrik XIII, waarna zijn zoons Otto III, Lodewijk III en Stefanus I hem opvolgden als hertog van Neder-Beieren. Zijn oudste zoon Otto III zou in 1305 ook koning van Hongarije worden. In 1340 stierf de tak van Hendrik XIII uit, waarna Lodewijks zoon Lodewijk IV het hertogdom Beieren herenigde.

## Huwelijk en nakomelingen
In 1250 huwde Hendrik XIII met Elisabeth van Hongarije (1236-1271), dochter van koning Béla IV van Hongarije. Ze kregen tien kinderen:
- Agnes (1254-1315), zuster in de cisterciënzersabdij van Seligenthal
- Agnes (1255-1260)
- Agnes (1256-1260)
- Elisabeth (1258-1314), zuster in de cisterciënzersabdij van Seligenthal
- Otto III (1261-1312), hertog van Neder-Beieren en koning van Hongarije
- Hendrik (1262-1280)
- Sophia (1264-1282), huwde met graaf Poppo VIII van Henneberg
- Catharina (1267-1310), huwde met markgraaf Frederik Tuta van Meißen
- Lodewijk III (1269-1296), hertog van Neder-Beieren
- Stefanus I (1271-1310), hertog van Neder-Beieren

## Voorouders
| Voorouders van Hendrik XIII van Beieren (1235-1290) | Voorouders van Hendrik XIII van Beieren (1235-1290)                 | Voorouders van Hendrik XIII van Beieren (1235-1290)                 | Voorouders van Hendrik XIII van Beieren (1235-1290)                 | Voorouders van Hendrik XIII van Beieren (1235-1290)                 | Voorouders van Hendrik XIII van Beieren (1235-1290)                  | Voorouders van Hendrik XIII van Beieren (1235-1290)                  | Voorouders van Hendrik XIII van Beieren (1235-1290)                    | Voorouders van Hendrik XIII van Beieren (1235-1290)                    |
| --------------------------------------------------- | ------------------------------------------------------------------- | ------------------------------------------------------------------- | ------------------------------------------------------------------- | ------------------------------------------------------------------- | -------------------------------------------------------------------- | -------------------------------------------------------------------- | ---------------------------------------------------------------------- | ---------------------------------------------------------------------- |
| Overgrootouders                                     | Hendrik de Leeuw (1129/30-1195) ∞ Mathilde Plantagenet (1156-1189   | Hendrik de Leeuw (1129/30-1195) ∞ Mathilde Plantagenet (1156-1189   | Koenraad de Staufer (1134-1195) ∞ Irmingard van Henneberg (-1204)   | Koenraad de Staufer (1134-1195) ∞ Irmingard van Henneberg (-1204)   | Otto I van Beieren (1117-1183) ∞ Agnes van Loon (1150-1191)          | Otto I van Beieren (1117-1183) ∞ Agnes van Loon (1150-1191)          | Frederik van Bohemen (1142-1189) ∞ Elisabeth van Hongarije (1144-1189) | Frederik van Bohemen (1142-1189) ∞ Elisabeth van Hongarije (1144-1189) |
| Grootouders                                         | Hendrik V van Brunswijk (1173-1227) ∞ Agnes van Staufen (1177-1204) | Hendrik V van Brunswijk (1173-1227) ∞ Agnes van Staufen (1177-1204) | Hendrik V van Brunswijk (1173-1227) ∞ Agnes van Staufen (1177-1204) | Hendrik V van Brunswijk (1173-1227) ∞ Agnes van Staufen (1177-1204) | Lodewijk de Kelheimer (1173-1231) ∞ Ludmilla van Bohemen (1170-1240) | Lodewijk de Kelheimer (1173-1231) ∞ Ludmilla van Bohemen (1170-1240) | Lodewijk de Kelheimer (1173-1231) ∞ Ludmilla van Bohemen (1170-1240)   | Lodewijk de Kelheimer (1173-1231) ∞ Ludmilla van Bohemen (1170-1240)   |
| Ouders                                              | Agnes van de Palts (1201-1267) ∞ Otto II van Beieren (1206-1253)    | Agnes van de Palts (1201-1267) ∞ Otto II van Beieren (1206-1253)    | Agnes van de Palts (1201-1267) ∞ Otto II van Beieren (1206-1253)    | Agnes van de Palts (1201-1267) ∞ Otto II van Beieren (1206-1253)    | Agnes van de Palts (1201-1267) ∞ Otto II van Beieren (1206-1253)     | Agnes van de Palts (1201-1267) ∞ Otto II van Beieren (1206-1253)     | Agnes van de Palts (1201-1267) ∞ Otto II van Beieren (1206-1253)       | Agnes van de Palts (1201-1267) ∞ Otto II van Beieren (1206-1253)       |